# Yıldızpark

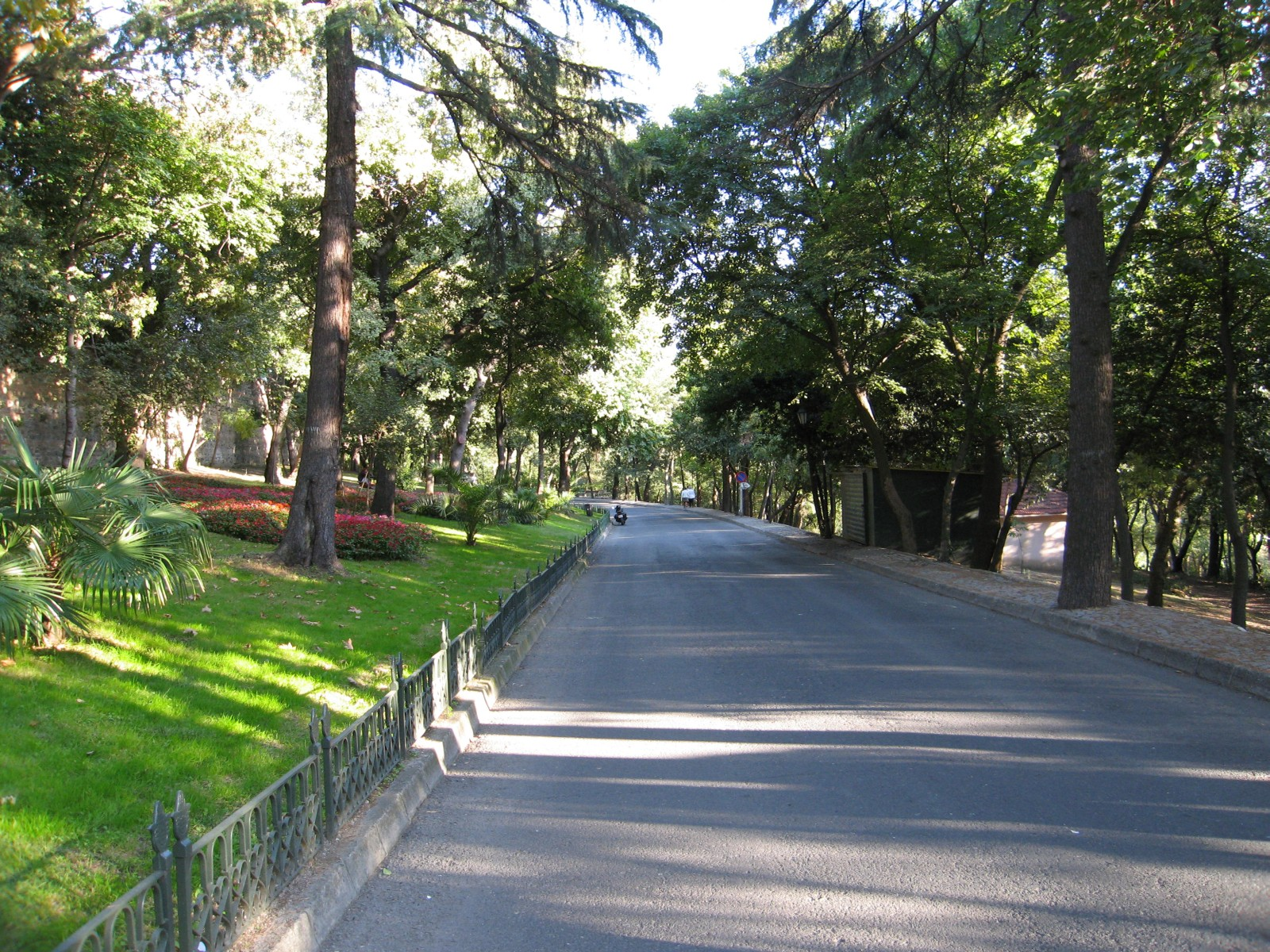
Yıldızpark

Het Yıldızpark (Turks: Yıldız Parkı) is een historisch stadspark in het district Beşiktaş van Istanboel, Turkije. Het is een van de grootste openbare parken in Istanboel. Het park is gelegen in de wijk Yıldız tussen de paleizen van Yıldız en Ciragan.
Yıldızpark maakte ooit deel uit van de keizerlijke tuin van het Yıldızpaleis. Met de uitbreiding van de hellingen van het paleis werd dit ommuurde park uitsluitend bestemd voor de bewoners van het paleis tijdens het bewind van Sultan Abdülhamit II.

## Galerij

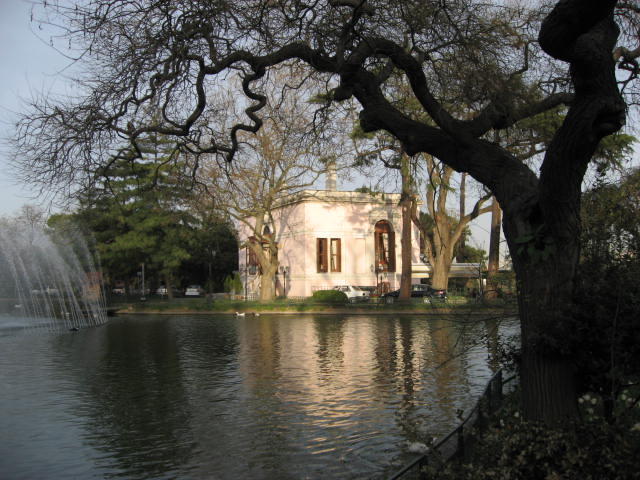
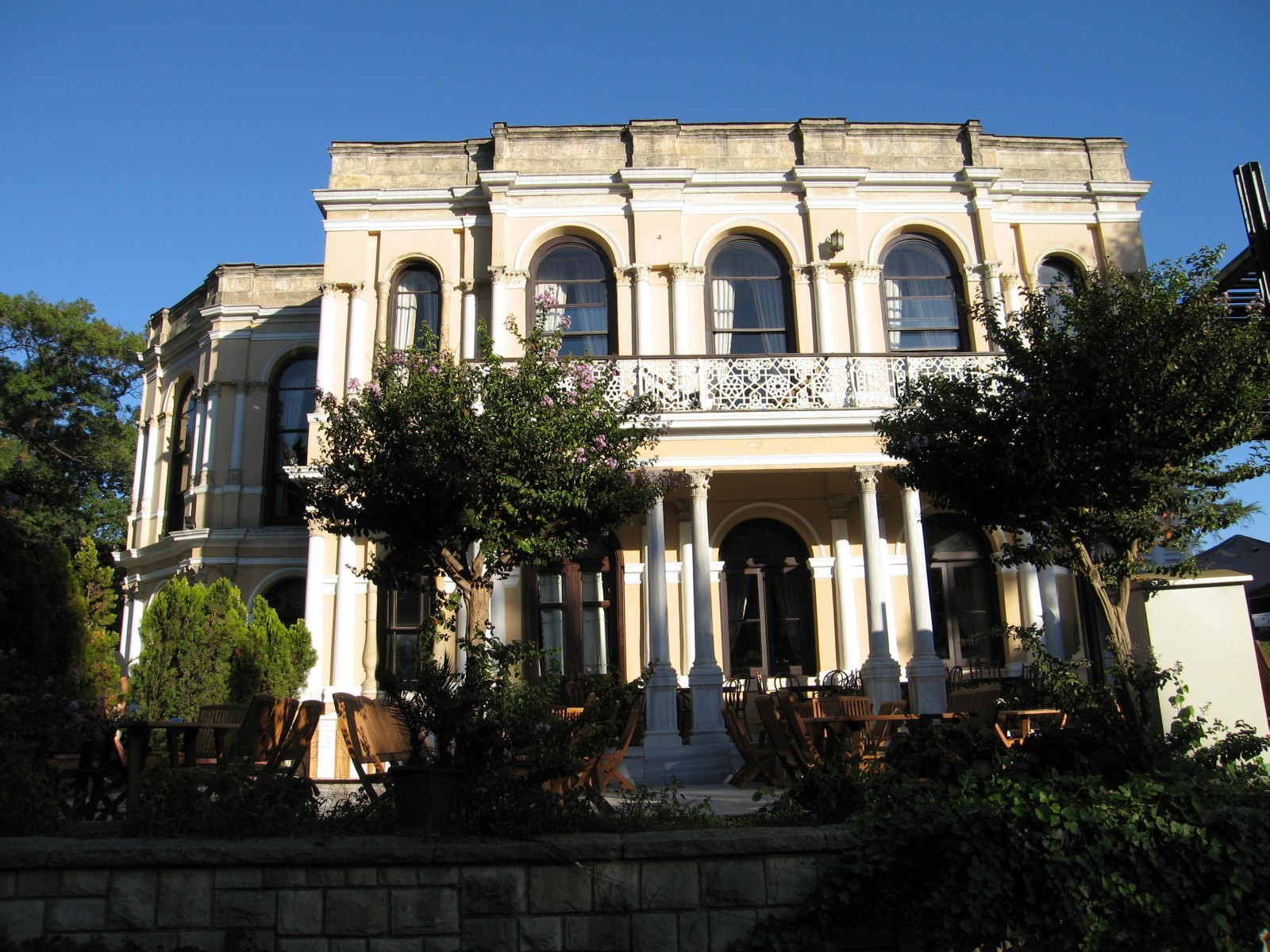
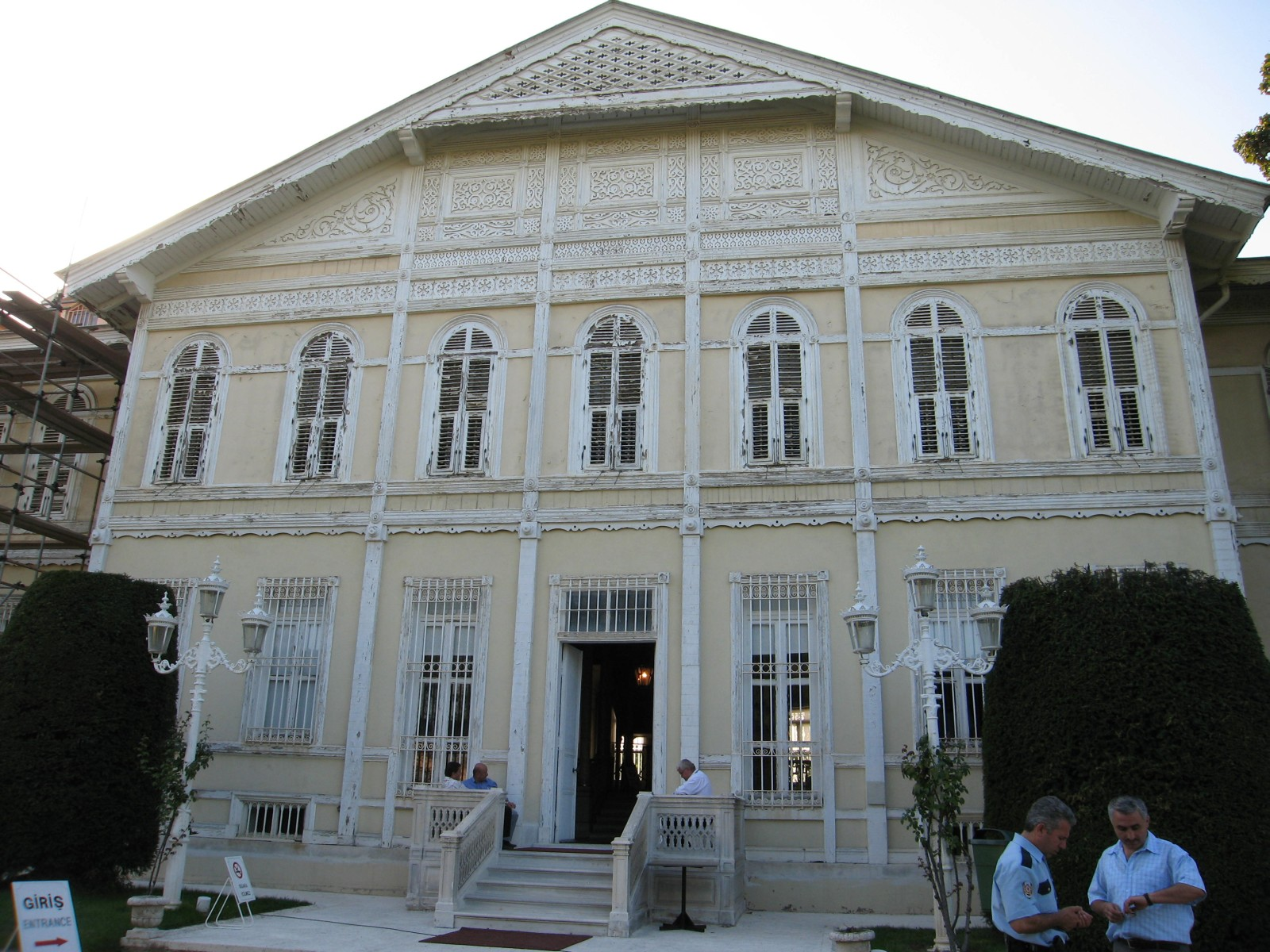
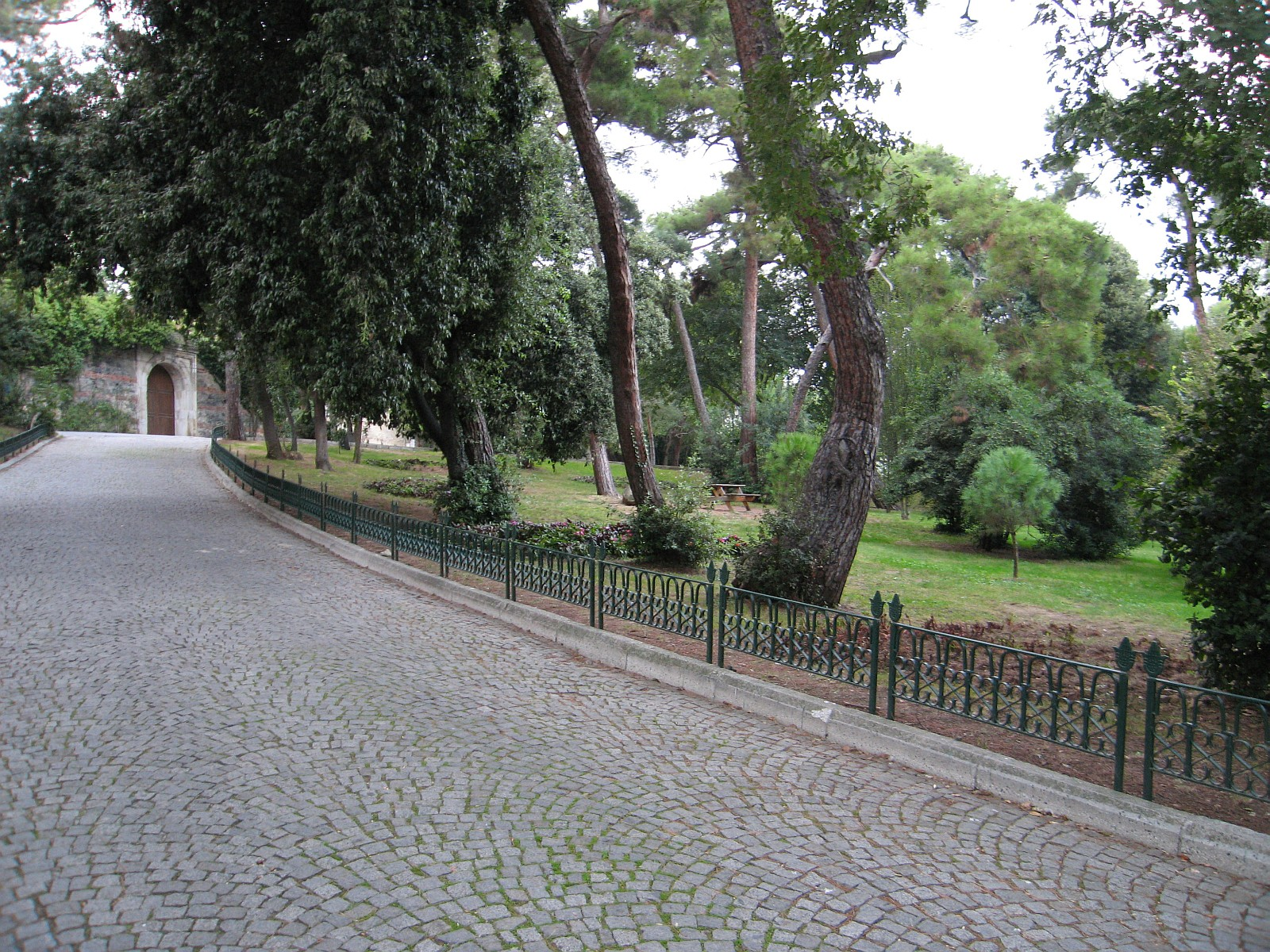